# Гичка

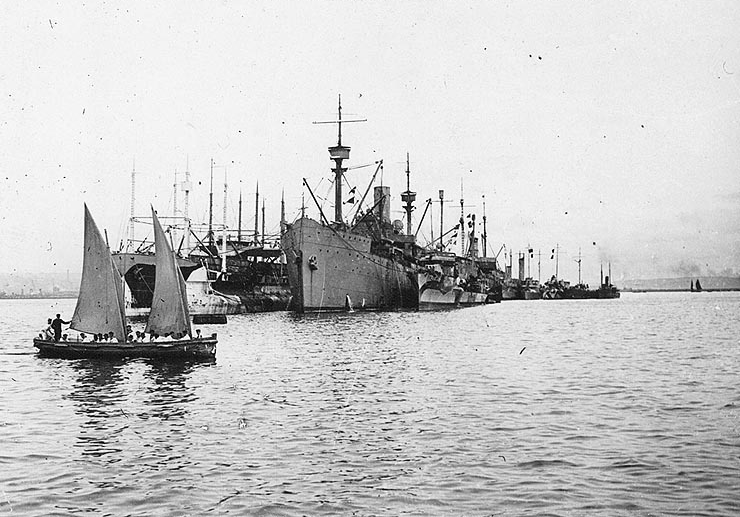
Капитанская гичка (Брест, 1918)

Ги́чка — лёгкая быстроходная парусно-гребная шлюпка с 6-10 распашными вёслами, острым носом и транцевой кормой.
Гички широко использовали до начала 20 века на военных кораблях для разъездов адмиралов и командиров во флотах России, Европы и США.

## Как вид спортивно-развлекательного судна

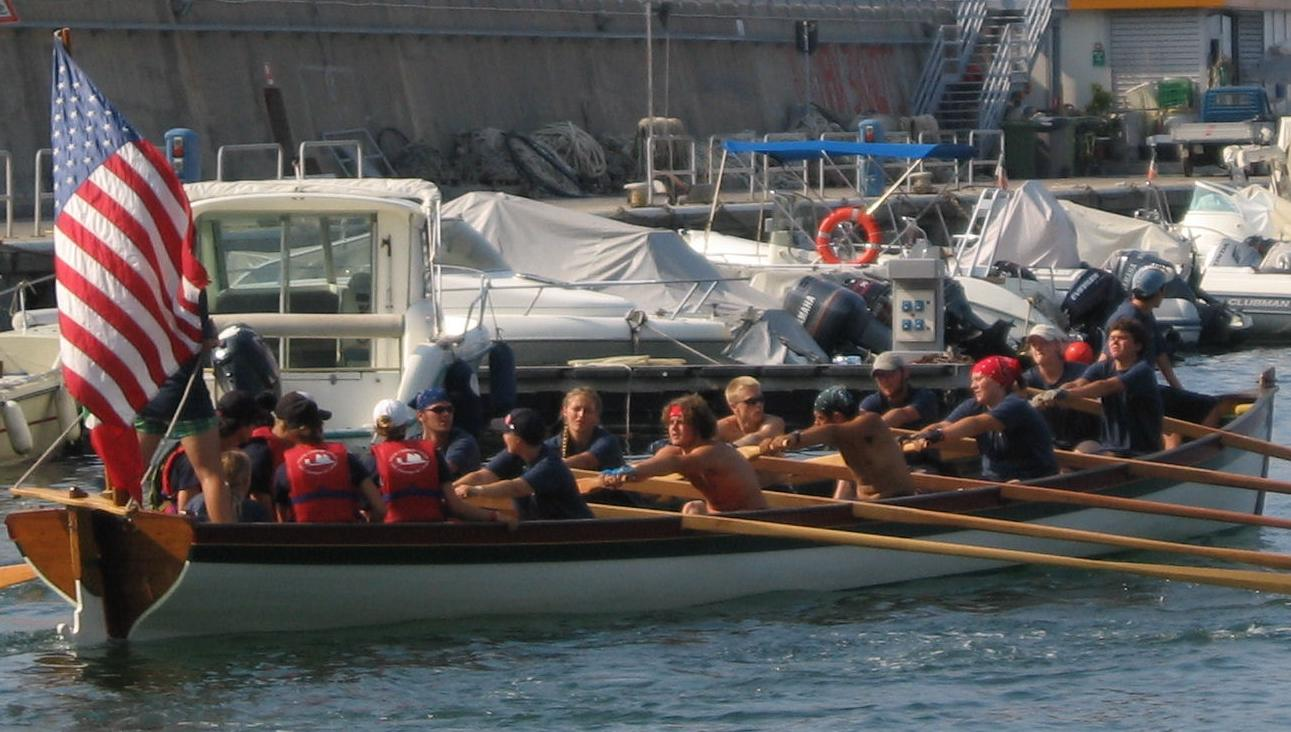
Гичка Vérité (Генуя, Atlantic Challenge Competition 2006)

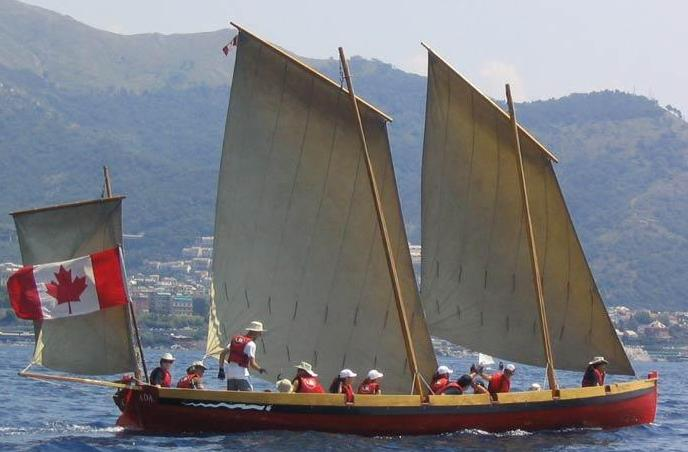
Гичка Ténacité (Генуя, Atlantic Challenge Competition 2006)

Проводимый раз в два года фестиваль Atlantic Challenge, организуемый с 1986 года международным клубом исторического судоходства Atlantic Challenge International, включает в себя гонки на т. н. «капитанских гичках».
Тактико-технические характеристики «капитанской гички»:
- Длина — 11,7 м
- Ширина (максимальная) — 2,1 м
- Количество вёсел — 10
- Количество парусов — 3
- Тип парусного вооружения — неразрезное рейковое
- Площадь парусов — 39 м²
- Экипаж — 13 человек